# 油井亀美也
油井 亀美也（ゆい きみや、1970年1月30日 - ）は、日本のJAXA宇宙飛行士、元航空自衛官。長野県南佐久郡川上村出身。

## 来歴
油井亀美也は父・油井誧司と母・八重子の間に川上村で生まれた。地元の小中学校を出た後、長野県野沢北高等学校を経て、1992年（平成4年）3月に防衛大学校理工学専攻を卒業（第36期）。在学中は儀仗隊に所属。
大学卒業後、航空自衛隊に入隊。F-15戦闘機のパイロットとして飛行任務に従事したほか、テストパイロットとしても活躍する。航空自衛隊幹部学校指揮幕僚課程を経て、航空幕僚監部防衛課勤務。2009年2月、宇宙航空研究開発機構（JAXA）第31期宇宙飛行士訓練生に選抜される。同年3月、航空自衛隊を退職（二等空佐）。宇宙航空研究開発機構（JAXA）第31期宇宙飛行士訓練生となる。自衛官出身の初の宇宙飛行士訓練生である。
2011年7月、すべての基礎訓練項目を終了し、JAXA宇宙飛行士として認定された。2012年6月、フロリダ州海底でのNASA極限環境ミッション運用訓練（en:NEEMO16）に参加した。同年10月、国際宇宙ステーション（ISS）第44次/第45次長期滞在員に任命される。2015年6月頃にソユーズ宇宙船で打ち上げられ、6ヶ月程度滞在する予定となった。
2015年5月7日、油井は同月27日の打ち上げに向けて、ガガーリン宇宙飛行士訓練センターで行われた最終試験に合格した。その一方で、同年4月28日に制御不能となる事故が起きたプログレス補給船（59P）とソユーズ宇宙船には、一部で共通の機構部品が使われており、事故の原因究明作業に時間を要するため、打ち上げは延期された。
2015年6月11日、ロシア連邦宇宙局は、延期となっていたソユーズ宇宙船の打ち上げが、同年7月23日に決まったと発表した。同日（日本時間6時2分）、予定通りバイコヌール宇宙基地から打ち上げ完了。約6時間後、国際宇宙ステーションとドッキングに成功。同年12月まで日本の実験棟「きぼう」にて科学実験やステーションの運用に携わった。141日と16時間の宇宙滞在ののち、12月11日、ソユーズTMA-17Mでカザフスタンに帰還した。
2016年3月、佐久市内の高校出身という縁もあり、佐久市子ども未来館の名誉館長に就任。
2025年現在も、筑波宇宙センターやNASAでISSに滞在する宇宙飛行士としての訓練を受けている。

## 人物
子供のころから化石探しや理科の実験を楽しみながら、身近な自然科学を学び親しんだ。その中でも特に天文学に興味があり、宇宙飛行士は当時からの憧れであったという。宇宙飛行士になりたいと本気で考えるようになったのは、航空自衛隊に入隊してパイロットになるための訓練を受けていたころで、同じように厳しい訓練に耐え抜いたテストパイロットが、宇宙飛行士を目指すアメリカ映画『ライトスタッフ』を見たのがきっかけとされている。
2014年4月12日、アメリカでアマチュア無線技士の試験を受け合格したとツイッター上で公表。同月23日、FCCは油井にアマチュア局「KG5BPH」のコールサインを発給した。
ISSに滞在中、専用装置で人工栽培されていたレタスを試食している。宇宙飛行士がISSで栽培された野菜を食べるのは初となった。川上村のレタス農家で育った油井からは感激の言葉が漏れた。既婚者であり、3人の子供がいる。地上の家族との初交信では宇宙での感想だけでなく、家族への思いやりや優しさも込められていた。
油井が参加した2015年の第44次／第45次長期滞在ミッションのロゴは、名前の亀美也から連想される「亀」をモチーフにしたデザインとなった。JAXAによると、「亀」はこつこつと努力を重ねてきた油井の性格も表しているという。

## 公開されている個人情報
油井亀美也は農業従事の父・油井誧司と母・（旧姓：笠原）八重子の間に川上村で生まれて、姉が二人いる。既婚者で、妻・恭代との間に息子二人と娘一人がいる。

### 対談
- ほぼ日刊イトイ新聞 油井亀美也☓糸井重里 人間を信頼する、人間の仕事。